# 몽산화상육도보설 (인천광역시 유형문화재 제74호)
몽산화상육도보설(蒙山和尙六道普說)은 대한민국 인천광역시 연수구에 있는 조선 시대의 책이다. 2015년 12월 2일, 인천광역시의 유형문화재 제74호로 지정되었다.

## 개요
몽산화상(蒙山和尙)이라 알려져 있는 덕이(德異, 1231~1308)는 남송(송나라)과 원대 활동한 임제종 승려였다. 북계(北界)의 휴휴암(休休菴)을 중심으로 강절 지역(지금의 대한민국 강원 양양)에 은거하던 중 1295년(충렬왕 21년)부터 고려인들과 교류하기 시작하였다. 그 중에서 송광사(수선사)의 선사 만항(萬恒)과 보림사(가지산문)의 선사 혼구(混丘)와의 교류는 중요한 의미가 있다. 몽산(蒙山)의 불교 사상은 고려 선종에 지대한 영향을 미쳤고, 1497년 연산군 시대 초기의 조선을 거쳐 오늘날까지 한국 선종의 중요한 흐름을 형성하게 되었다. 몽산의 저술로는 「몽산화상육도보설」,「직주도덕경」,「몽산화상법어약록」,「불설사십이장경서」등이 현존한다. 책의 내용은 중생에게 업인에 따라 윤회하는 지옥, 아귀, 축생, 아수라, 인간, 천상 등의 육도(六道)와 성문, 연각, 보살, 불의 등의 사성(四聖)을 더한 십계(十界)를 설법함으로써 성인의 지위에 들어갈 것을 권하는 내용이다.

## 몽산화상 덕이(蒙山和尙 德異)가 남긴 설법
몽산화상육도보설(蒙山和尙六道普說)은, 13세기 송원대에 활동한, 중국 송나라 태생의 원나라 시대의 고승(학덕 높은 승려)이었었던, 몽산화상 덕이(蒙山和尙 德異, 1231~1308)라는 이가, 철학적으로 설법한 내용을 모은, 시대적 불서(佛書)이기도 하다.
1231년 남송(南宋) 말기 시대의 린안(臨安, 지금의 중공 영토 저장 성 항저우)에서 출생한 이이기도 한, 불교 임제종 승려 출신의, 몽산화상 덕이(蒙山和尙 德異, 속성은 송(宋)씨)라는 자는, 1246년(만15세 남짓)에 불교 승려로 출가하여, 1268년(만37세)에 남송(南宋)의 제6대 군주 도종(度宗)과, 당시의 대리청정(섭정)이었었던, 승상 가사도(賈似道)가 의례(儀禮)하는, 송(宋) 말기 시대의 린안(臨安)의 봉선(封禪)의 예(禮)를, 먼 발치에서 목도한 것을 마지막으로, 만37세 시절에 출국하면서, 성종(聖宗)·인종(仁宗)의 치세의 천(陳) 왕조 시대의 탕롱(昇龍, 지금의 베트남 하노이)로 간이 정주하여, 15년 남짓 동안 간이 수도 생활하다가, 1283년 세조(世祖) 쿠빌라이 황제의 치세의 원(元) 초기 시대의 다두(大都, 지금의 중공 영토 베이징)로 옮겨 출국하여 12년 수도하던 찰나에, 1295년 충렬왕(忠烈王)의 치세의 고려(高麗) 시대의 개경(開京)의 벽란도항(碧瀾渡港)으로 마지막 출국과 함께 고려에 입국하면서, 순전히 마지막으로, 1295년 북계(北界)의 강절(江浙, 행정구역상, 지금의 대한민국 강원도 양양)의 휴휴암(休休菴)에서 5년 수도를 거쳐, 1300년 서해도(西海道)의 신천(信川, 행정구역상, 지금의 북괴 영토 황해남도)의 패엽사(貝葉寺)에서는, 8년 수도하는 등, 1308년 안악(安岳, 행정구역상, 지금의 북괴 영토 황해남도)에서, 입적(향년 만77세)할때까지, 고려에서 어언 13년 남짓 동안, 마지막 수도하면서 지냈었다.

## 참고 문헌
- 몽산화상육도보설 - 국가유산청 국가유산포털